# Hylebatis
Hylebatis és un gènere monotípic d'arnes de la família Crambidae descrit per Alfred Jefferis Turner el 1908. Conté només una espècie, Hylebatis scintillifera, descrita pel mateix autor el mateix any, que es troba a Austràlia, on ha estat registrada a Victòria i Nova Gal·les del Sud.